# 6114 Далла-Деґреґорі
6114 Далла-Деґреґорі (6114 Dalla-Degregori) — астероїд головного поясу, відкритий 28 квітня 1984 року.
Тіссеранів параметр щодо Юпітера — 3,632.